# Grijsvleugelcotinga
De grijsvleugelcotinga (Lipaugus conditus synoniem: Tijuca condita) is een zangvogel uit de familie cotinga's (Cotingidae).

## Verspreiding en leefgebied
Deze vogel is endemisch in Brazilië en komt enkel voor in de zuidoostelijke staat Rio de Janeiro. De natuurlijke habitats zijn subtropische of tropische vochtige bergbossen.

## Status
De grootte van de populatie is in 2018 geschat op 250-1000 volwassen vogels. Op de Rode lijst van de IUCN heeft deze soort de status kritiek.